# Anolis luciae
Anolis luciae (сент-люсійський аноліс) — вид ігуаноподібних ящірок родини анолісових (Dactyloidae). Ендемік острова Гаїті.

## Поширення і екологія
Сент-люсійські аноліси мешкають на острові Сент-Люсія та на сусідніх острівцях в архіпелазі Малих Антильських островів. Вони живуть в лісах, на плантаціях і в садах. Відкладають яйця.

## Збереження
МСОП класифікує цей вид як такий, що перебуває під загрозою зникнення. Anolis luciae загрожує конкуренція з інвазивними анолісами Anolis wattsi, Anolis extremus та Anolis sagrei.